# Moriah (New York)
Moriah est une municipalité (town) américaine  de l'État de New York, située dans le comté d'Essex.

## Géographie
La municipalité s'étend sur 184,17 km2 dans le parc Adirondack, au sud-est du comté d'Essex, à 180 km au nord d'Albany, et est bordée par le lac Champlain à l'est, à la frontière avec l'État du Vermont. Elle comprend Port Henry, son chef-lieu, établi sur la rive occidentale du lac Champlain, et les localités de Grover Hills, Mineville, au nord, Moriah, Moriah Center et Witherbee.
| Lewis        | Elizabethtown | Westport          |
| North Hudson | Moriah        | Addison (Vermont) |
|              | Crown Point   |                   |

## Histoire
La municipalité est créée en 1808 par détachement d'une partie de celle d'Elizabethtown. En 1848, une partie en est détachée à l'ouest pour former la municipalité de North Hudson.
La découverte et l'exploitation du fer dans les Adirondacks entre 1824 et 1971 provoquent un boom économique local. Le minerai est traité dans des fonderies et les produits sont expédiés depuis Port Henry sur le lac Champlain puis plus tard par la voie ferrée.
Le 1er mai 1869, Port Henry est érigé en municipalité, enclavée au milieu de celle de Moriah. Elle est dissoute en 2017 et son territoire réintégré dans celui de Moriah.

## Politique et administration
La municipalité est administrée par un superviseur et un conseil de quatre membres élus pour deux ans.

## Culture et patrimoine
Port Henry abrite un musée de l'histoire du fer.